# Любимовка (Аскінський район)
Люби́мовка (рос. Любимовка, башк. Любимовка) — присілок у складі Аскінського району Башкортостану, Росія. Входить до складу Петропавловської сільської ради.
Населення — 19 осіб (2010; 17 у 2002).
Національний склад:
- росіяни — 41 %
- башкири — 35 %